# Ла-Монтаньита
Ла-Монтаньита (исп. La Montañita) — город и муниципалитет на юге Колумбии, на территории департамента Какета.

## История
Поселение, из которого позднее вырос город, было основано в 1941 году. Муниципалитет Ла-Монтаньита был выделен в отдельную административную единицу 9 сентября 1955 года.

## Географическое положение

Муниципалитет Ла-Монтаньита

Город расположен в западной части департамента, в пределах Амазонского природно-территориального комплекса, на расстоянии приблизительно 22 километров к юго-востоку от города Флоренсия, административного центра департамента. Абсолютная высота — 243 метра над уровнем моря.
Муниципалитет Ла-Монтаньита граничит на северо-востоке с территорией муниципалитета Эль-Паухиль, на востоке — с муниципалитетом Картахена-дель-Чайра, на юго-востоке — с муниципалитетом Солано, на юго-западе — с муниципалитетом Милан, на западе — с муниципалитетом Флоренсия, на севере — с территорией департамента Уила. Площадь муниципалитета составляет 1484 км².

## Население
По данным Национального административного департамента статистики Колумбии, совокупная численность населения города и муниципалитета в 2024 году составляла 15 621 человек.
Динамика численности населения муниципалитета по годам:
| 2005   | 2010   | 2015   | 2020   | 2021   | 2022   | 2023   | 2024   |
| ------ | ------ | ------ | ------ | ------ | ------ | ------ | ------ |
| 22 181 | 22 843 | 23 620 | 15 096 | 15 238 | 15 368 | 15 503 | 15 621 |

Согласно данным переписи 2005 года мужчины составляли 53,1 % от населения Ла-Монтаньиты, женщины — соответственно 46,9 %. В расовом отношении белые и метисы составляли 84 % от населения города; негры, мулаты и райсальцы — 15,7 %; индейцы — 0,3 %.
Уровень грамотности среди всего населения составлял 82,7 %.

## Экономика
Большинство трудоспособного населения занято в сельском хозяйстве.
54,7 % от общего числа городских и муниципальных предприятий составляют предприятия торговой сферы, 32,6 % — предприятия сферы обслуживания, 12,7 % — промышленные предприятия.

## Транспорт
Через город проходит национальное шоссе № 65 (исп. Ruta Nacional 65).